# Молодёжная безработица
Высокий показатель безработицы среди молодых людей это колоссальная потеря. Впустую расходуется их энергия и невостребованные таланты, а это крайне разрушительно для самих людей и для общества в целом
Молодёжная безработица — один из видов маргинальной безработицы населения. Является одним из важных индикаторов общего социального положения молодёжи, а также показателем степени её адаптации на рынке труда на определённом этапе развития страны. Учитывая то, что молодёжь априори имеет меньший опыт работы, процессы интеграции молодых людей на рынке труда значительно ухудшаются в период экономического спада, кризисов и рецессий. Именно в это время показателю молодёжной безработицы уделяется наибольшее внимание.
Как отмечается в докладе Международной организации труда (янв. 2014), в 2013 г. безработными были около 74,5 млн молодых людей в возрасте от 15 до 24 лет, что почти на 1 млн человек больше этого показателя годом ранее. Глобальная безработица среди молодёжи достигла 13,1 %, что почти в три раза выше уровня безработицы среди взрослых, в докладе МОТ отмечается, что показатель соотношения безработицы среди молодёжи к безработице среди взрослых достиг своего исторического максимума.
По данным МОТ, 2020 году под влиянием пандемии COVID-19 безработица в возрастной группе 15-24 лет достигла в среднем по миру 8,7%, тогда как среди более старших людей она составила 3,7%. В связи с этим эксперты заговорили об опасности появления "потерянного поколения". В 2021 году уровень молодежной безработицы продолжил расти. Специалисты прогнозируют его снижение только в 2023 году.

## Географическое распределение
.По оценкам МОТ в 2010 г. мировая безработица среди молодёжи достигла 81,2 млн чел (13,1 %). В силу ряда исторических и культурных факторов, целый ряд стран (или их регионов) имеет традиционно высокий уровень молодёжной безработицы, а потому они считаются проблемными в плане трудоустройства молодёжи. В странах Еврозоны Испания, Греция, Италия, Португалия и Франция отличаются стабильно высокими показателями безработицы среди молодёжи. В начале 2013 года показатель м. б. в Испании и Греции приблизился к 60 %. Из-за риска дискриминации особенно уязвимы на рынке труда молодые представители расовых, языковых и сексуальных меньшинств. Показатель безработицы варьирует от страны к стране. Обычно он измеряется в группе лиц 18-24, 16-24 и/или 15-24 лет. В России кроме группы 15-24 лет также часто рассматривается группа в возрасте от 20-34 лет.
Молодёжную безработицу канцлер Германии Ангела Меркель в интервью The Guardian летом 2013 года назвала «пожалуй самой актуальной проблемой, с которой сталкивается Европа в настоящее время». (В Европе более 5 млн безработной молодёжи до 25 лет.)

Однако, существует и альтернативное мнение, так, в октябре 2012 года Джейкоб Киркегаард из Института международной экономики им. Петерсона выступил с тезисом, что в Европе нет кризиса безработицы среди молодёжи. Высокие значения показателей безработицы он уточняет тем, что «в развитых странах молодые люди часто выходят на рынок труда довольно поздно», и приводимые им расчёты показывают, что показатели в целом не столь катастрофичны и тем объясняют отсутствие серьёзных социальных волнений в Европе. По-видимому, имея возможность, «во многих европейских странах молодые люди предпочитают дольше учиться, ведь они не могут найти себе работу». Таким образом, Киркегаард считает, что «о потерянном поколении Европы говорить точно не стоит».
Как отмечается в докладе Международной организации труда (янв. 2014), уровни безработицы среди молодых людей особенно высоки на Ближнем Востоке и в Северной Африке, а также в ряде регионов Латинской Америки, стран Карибского бассейна и Южной Европы. В России уровень безработицы среди молодёжи приблизительно 14% или почти в три раза выше среднего по экономике
В 2020 году из-за пандемии коронавируса рост молодежной безработицы был зафиксирован во всем мире, однако он был неоднородным. Выше всего он поднялся в Северной Америке, тогда как в Центральной и Западной Азии он вырос меньше всего..